# Hunts Creek (Taipo River)
Der Hunts Creek ist ein Bach in der Region West Coast auf der Südinsel von Neuseeland. 

## Geographie
Der Hunts Creek entspringt rund 340 m nordöstlich des Pass Bijleveld Col und rund 640 m nördlich eines 1785 m hohen Gipfels, der das Tal des Hunts Creek nach Süden hin abschließt. Von seinem Quellgebiet aus fließt der Creek zwischen der Hunts Ridge im Westen und der Barron Ridge im Osten in nordnordöstliche Richtung, um nach rund 8 km nach Westen hin abzuschwenken. Zwischen der Hunts Ridge im Süden und den Ausläufern der Kelly Range im Norden mündet der Bach nach insgesamt 12,5 Flusskilometer als rechter Nebenfluss in den Taipo River.